# Abner Acuña
Abner Jonathan Acuña Álvarez (ur. 5 marca 1997 w Jinotepe) – nikaraguański piłkarz występujący na pozycji skrzydłowego lub napastnika, reprezentant Nikaragui, od 2024 roku zawodnik Managui.